# Wspomnienie z Maripozy

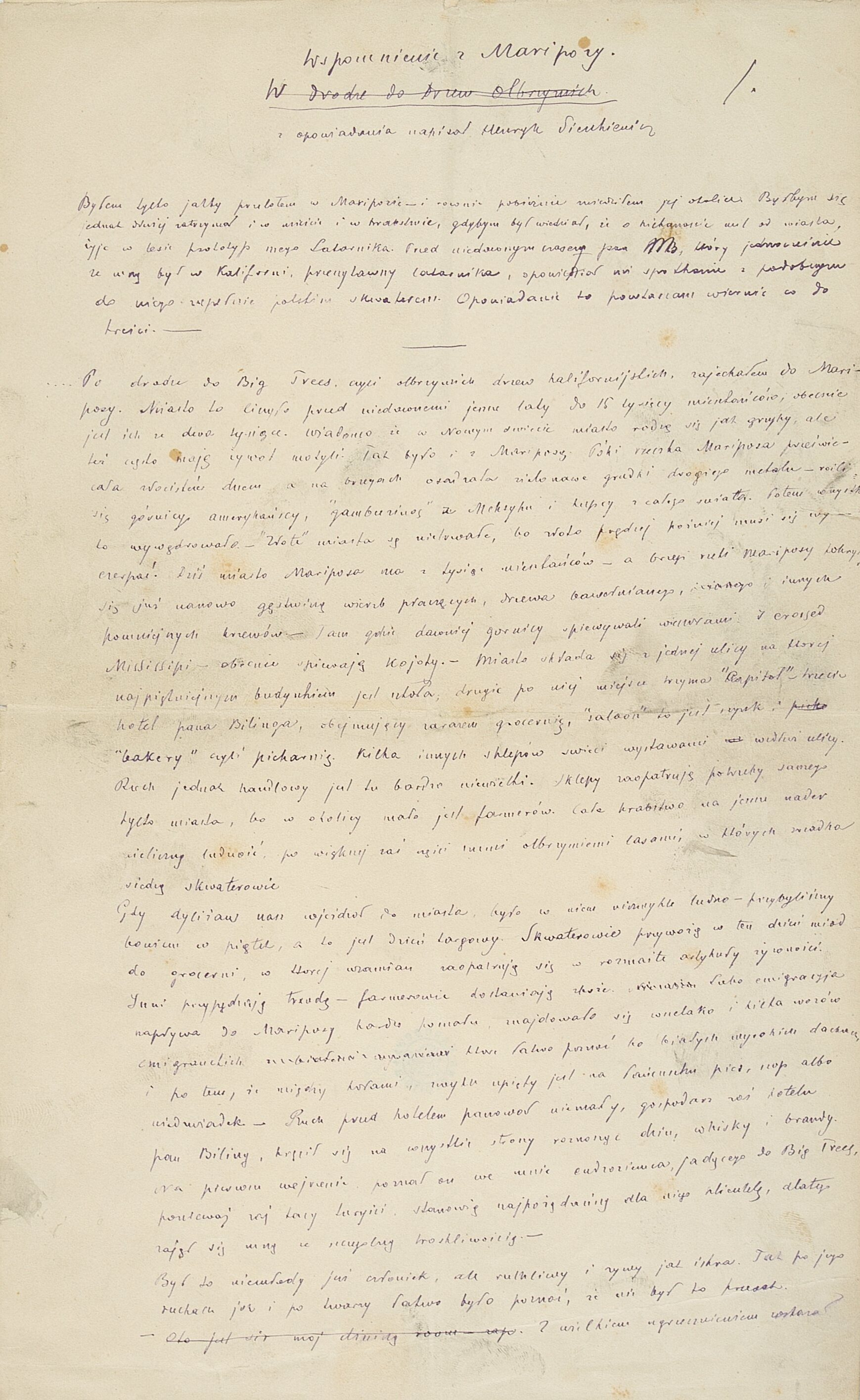
Początek rękopisu noweli (zbiory Biblioteki Narodowej)

Wspomnienie z Maripozy – nowela Henryka Sienkiewicza opublikowana w 1889 roku na łamach czasopisma „Słowo”.

## Fabuła
Akcja toczy się w Stanach Zjednoczonych w drugiej połowie XIX wieku. Podróżujący po Ameryce Polak – narrator, spotyka w Maripozie rodaka. Jest nim pan Putrament, osadnik, który od dwudziestu dwóch lat mieszka na obczyźnie, z dala od innych Polaków. Żeby nie zapomnieć ojczystego języka – czytuje codziennie Biblię w przekładzie Jakuba Wujka.

## Odbiór
Utwór był popularny zarówno wśród czytelników swojej ery, jak i literaturoznawców.

## Analiza
Utwór jest budującą opowieścią o patriotyzmie.